# La Vallée-Mulâtre
La Vallée-Mulâtre är en kommun i departementet Aisne i regionen Hauts-de-France i norra Frankrike. Kommunen ligger  i kantonen Wassigny som ligger i arrondissementet Vervins. År 2022 hade La Vallée-Mulâtre 147 invånare.

## Befolkningsutveckling
Antalet invånare i kommunen La Vallée-Mulâtre
Referens: INSEE